# Torneio de Roland Garros de 1981
O Torneio de Roland Garros de 1981 foi um torneio de tênis disputado nas quadras de saibro do Stade Roland Garros, em Paris, na França, entre 25 de maio e 7 de junho. Corresponde à 14ª edição da era aberta e à 80ª de todos os tempos.

## Finais

### Profissional
| Categoria | Evento    | Campeã(s)(o/ões)               | Vice-campeã(s)(o/ões)      | Resultado               | Chave(s)  | Chave(s)       |
| --------- | --------- | ------------------------------ | -------------------------- | ----------------------- | --------- | -------------- |
| Simples   | Masculino | Björn Borg                     | Ivan Lendl                 | 6–1, 4–6, 6–2, 3–6, 6–1 | principal | qualificatório |
| Simples   | Feminino  | Hana Mandlíková                | Sylvia Hanika              | 6–2, 6–4                | principal | qualificatório |
| Duplas    | Masculino | Heinz Günthardt Balázs Taróczy | Terry Moor Eliot Teltscher | 6–2, 7–6, 6–3           | principal | principal      |
| Duplas    | Feminino  | Rosalyn Fairbank Tanya Harford | Candy Reynolds Paula Smith | 6–1, 6–3                | principal | principal      |
| Duplas    | Misto     | Andrea Jaeger Jimmy Arias      | Betty Stöve Fred McNair    | 7–6, 6–4                | principal | principal      |

### Juvenil
| Categoria | Evento    | Campeã(s)(o/ões)             | Vice-campeã(s)(o/ões) | Resultado     | Chave(s)  | Chave(s)       |
| --------- | --------- | ---------------------------- | --------------------- | ------------- | --------- | -------------- |
| Simples   | Masculino | Mats Wilander                | James Brown           | 7–5, 6–1      | principal | qualificatório |
| Simples   | Feminino  | Bonnie Gadusek               | Helena Sukova         | 6–7, 6–1, 6–4 | principal | qualificatório |
| Duplas    | Masculino | Barry Moir Michael Robertson |                       |               | principal | principal      |
| Duplas    | Feminino  | Sophie Amiach Corinne Vanier |                       |               | principal | principal      |